# Whoami
whoami är ett Unix-kommando. Det finns i de flesta Unix-liknande operativsystemen och på senare tid även i Microsoft Windows. 
Kommandot är en hopslagning av orden "Who am I?" och skriver användarens användarnamn till standardutmatningen. Det har samma effekt som kommandot id -un.
I Unix operativsystem är det som skrivs ut från whoami-kommandot inte nödvändigtvis det samma som lagras i $USER variabeln. Det beror på att $USER lagrar det användarnamn som användaren loggade in med medan whoami skriver ut det användarnamn som användaren jobbar under. Ett exempel: Om användaren loggar in som kalle men sedan gör su till root visar whoami 'root' medan echo $USER visar 'kalle'. Detta beror på att su kommandots standardbeteende är att inte starta något inloggningsskal.
GNU-versionen av kommandot skrevs av Richard Mlynarik och är en del av GNU Core Utilities (coreutils).